# Ignis
Ignis, av företaget skrivet IGNIS, är en stiftelseägd begravningsbyrå som grundades 1882 och idag är en av begravningsbranschens äldsta och största aktörer med ett tjugotal kontor runtom i Stockholm.
Begravningsbyrån ägs av Stiftelsen Ignis och drivs utifrån ett ideellt syfte med fokus på att verka för goda begravningsseder och ett värdigt omhändertagande av avlidna.Begravningsverksamheten Ignis har tidigare tillhört Stockholms eldbegängelseförening men togs över av Stiftelsen Ignis vid årsskiftet 2016/2017.
År 2018 lanserade stiftelsen den kostnadsfria tjänsten ”Enkla arkivet” i samarbete med Ignis Begravningsbyråer som gensvar på en ökad mängd begravningstvister. Tjänsten är en förenklad version av livsarkivet eller vita arkivet och innebär att man genom besvara de tre frågor som oftast leder till konflikt efter döden ska få fler att fylla i sitt livsarkiv för att förebygga konflikter mellan efterlevande.
Hösten 2018 lanserade Ignis begravningsbyrå podcasten ”Vila i frid” med kulturjournalisten Johanna Koljonen som programledare. I podcasten möter Koljonen människor som på ett eller annat sätt står nära döden, och syftar till att lyfta och normalisera samtal om döden för att göra oss bättre förberedda på det oundvikliga. Podcasten blev uppmärksammad i flera medier och vann silver i kategorin "Årets podd" på Swedish Content Awards 2019 samt hamnade tillsammans med Koljonen på tidningen Metros lista ”Årets ljushuvud: Här är de som har lärt oss mest 2018”.